# Sekvani
Sekvani (latinsko: Sequani), galsko ljudstvo, ki je bilo naseljeno v zgornjem porečju reke Saone (Arar), dolini Doubs in Švicarski Juri.  Njihovo ozemlje ustreza sedanji regiji  Franche-Comté v vzhodni Franciji in delu Burgundije.

## Etimologija
Ime Sekvani so skovali Rimljani, najverjetneje na osnovi podobno zvenečega domačega imena, ki ni zanesljivo poznano. Ime je podobno imenu Sekvana, ki ga je Cezar uporabljal za Seno, toda država Sekvana ni ležala v porečju Sene. Za ljudsko etimološko povezavo je odgovoren Strabon, ki je napačno domneval, da Sekvana teče preko sekvanskega ozemlja. Tudi francosko ime reke Saone - Saône,  ki je tvorila zahodno mejo sekvanskega ozemlja, ni nastalo iz imena Sekvani, pač pa iz njenega keltskega imena Souconna. Rimljani so jo imenovali Arar. Leksikograf William Smith (1813–1893) je domneval, da sta bili imeni Sekvani in Souconna kljub temu sorodni.

## Geografija
Ozemlje Sekvanov je mogoče določiti  iz poročil antičnih piscev. Sekvane je od Helvetov na vzhodu ločevala Švicarska Jura, ki je spadala k Sekvaniji. K njej je spadal tudi ozek prehod med Rono in Ženevskim jezerom. Sotočja Saone in Rone Sekvani niso zasedli, ker so tamkajšnje ozemlje Eduov stalno ropali Helveti. Južna meja Sekvanije je bila podaljšana črta grebena Jure proti zahodu do Mâcona, Mâcon sam pa je pripadal Eduom. Strabon pravi, da Arar ločuje Sekvane od Eduov in Lingonov, kar pomeni, da so Sekvani prebivali samo na vzhodnem bregu Saone. Severovzhodni kot države je segal do Rena.

## Zgodovina
Pred Cezarjevim prihodom v Galijo  so se Sekvani na arvernski strani vojskovali proti njihovim tekmecem Eduom in leta 71 pr. n. št. najeli Ariovistove Svebe z druge obale Rena, da so jim prišli na pomoč. Z njihovo pomočjo so porazili Edue, položaj pa se jim je po vojni še poslabšal, ker je Ariovist zasedel tretjino njihovega ozemlja in jim grozil, da bo zasedel še drugo tretjino in jih ponižal na položaj polsužnjev.
Sekvani so se zato pritožili Cezarju, ki je leta 58 pr. n. št. pregnal germanskega poglavarja preko Rena, za kar so mu morali Sekvani predati vse, kar so dobili od Eduov. To jih je tako razkačilo, da so se leta 52 pr. n. št. pridružili Vercingetoriksovi vstaji in bili skupaj z njim poraženi v bitki pri Aleziji. Pod cesarjem Avgustom je bilo okrožje, poznano kot Sekvanija, sestavni del Belgike. Po smrti cesarja Vitelija leta 69 se Sekvani niso pridružili galskemu uporu proti Rimu na pobudo Gaja Julija Civilisa in Julija Sabina  in celo pregnali Sabina, ki je vdrl na njihovo ozemlje. Tej zmagi je morda posvečen slavolok zmage v Vesontiu (Besançon), ki so ga zgradili Rimljani kot povračilo za njihove zasluge.
Dioklecijan je k Sekvaniji priključil Helvetio in del Gornje Germanije (Germania Superior) in jo preimenoval v Veliko sekvansko provinco (Provincia Maxima Sequanorum). Vesontio je dobil položaj metropole (Metropolis civitas Vesontiensium). Petdeset let kasneje (leta 355) so Galijo preplavili barbari in oplenili Vesontio. Pod cesarjem Julijanom je mesto pridobilo nekaj svojega prejšnjega pomena kot utrjeno mesto in je bilo zmožno odbiti napade Vandalov. Kasneje, ko Rim ni bil več zmožen zaščititi prebivalcev Galije, so se Sekvani pridružili novoustanovljenemu Burgundskem kraljestvu.

## Glavna naselja
- Vesontio (Besançon)
- Luxovium (Luxeuil-les-Bains)
- Loposagium (Luxiol)
- Portus Abucini (Port-sur-Saône)
- Segobudium (Seveux)
- Epamanduodurum (Mandeure)
- Ariolica (Pontarlier)
- Magetobria / Admagetobria (Broye-lès-Pesmes)
- Pons Dubis (Pontoux)
- Castro Vesulio (Vesoul)